# MW-10
MW-10は、かつてパナソニックが製造および販売していたマルチメディアオーディオシステム。

## 概要
2009年10月23日に販売を開始。ミニコンポとフォトフレームが融合したマルチメディアオーディオシステムである。
音楽再生に関してはCD、AMラジオ及びFMラジオ、SDカード、iPod及びiPhoneの音楽を聴くことができる。iPodでは音楽だけでなくiTunesでiPodに転送した動画の再生も可能である。フォトフレーム機能ではSDカード、CD-Rの写真に対応。本体には4GBメモリーが内蔵しており、約8,000枚の写真が保存可能。USBを経由しパソコンと接続すればデータのやりとりを行うこともできる。音楽をバックにしたスライドショーの再生などを行うこともできる。

## 仕様
MW-10は小型のテレビのような形状であり、9インチの液晶画面の下にスピーカーが付いた作りとなっている。デザインに関してはビエラをモチーフにしている。本体背面にiPod用のDockコネクタが付いており、こちらにiPodを差すとデータの利用が可能と同時に、iPodの充電も可能である。その他FM/AMアンテナケーブル外部入力端子、ヘッドフォン端子を搭載している。
側面にはSDカードスロットとパソコン接続用のUSB端子があり、電源、音量調整などの各種操作ボタンは上部、背面に付いている。MW-10専用のワイヤレスのリモコンが付属しており、このリモコンでCD、SD、内蔵メモリーのファイルに加え、iPod内のファイルを含めた全ての操作が可能である。その他にラジオ用アンテナ、ACアダプタ、転倒防止用ベルトなどが付属品として存在する。
CDを再生する際は、上部の取出スイッチを押すと液晶画面が倒れるように開き、ディスクの利用が可能である。
スピーカーは新開発された竹繊維振動板4cmスピーカーを採用した。5種類のイコライザーも搭載。
時計表示やカレンダー表示も可能で、目覚ましアラームなどとしての使用も可能である。
本体概要
- 幅252×高さ202×奥行150mm(スピーカー部含む)

合計質量
- 約1.9kg

色柄
- K ブラック
- W ホワイト
- R レッド

## 使用可能なiPod
- IPod touch (第2世代)
- iPod nano 第4世代（ビデオ）
- iPod classic
- IPod touch (第1世代)
- iPod nano 第3世代（ビデオ）
- iPod nano 第2世代（アルミニウム）
- iPod 第5世代（ビデオ）
- iPod nano 第1世代
- iPod 第4世代（カラーディスプレイ）
- iPod 第4世代（カラーディスプレイ）
- iPod 第4世代
- iPod mini